# Theclini
Tribu
Les Theclini sont une tribu de lépidoptères (papillons) de la famille des Lycaenidae et de la sous-famille des Theclinae.

## Dénomination
Cette tribu a été décrite par l'entomologiste britannique William Swainson en 1831.

## Liste des genres
- Amblopala
- Antigius
- Araragi
- Artopoetes
- Austrozephyrus
- Chaetoprocta
- Chrysozephyrus
- Cordelia
- Coreana
- Esakiozephyrus
- Euaspa
- Favonius
- Goldia
- Gonerilia
- Habrodais
- Howarthia
- Hypaurotis
- Iozephyrus
- Iratsume
- Japonica
- Laeosopis
- Leucantigius
- Nanlingozephyrus
- Neozephyrus
- Protantigius
- Proteuaspa
- Quercusia
- Ravenna
- Saigusaozephyrus
- Shaanxiana
- Shirozua
- Shizuyaozephyrus
- Sibataniozephyrus
- Teratozephyrus
- Thecla
- Thermozephyrus
- Ussuriana
- Wagimo
- Yamamotozephyrus
- Yamatozephyrus